# Ramdane Djamel (distrito)
Ramdane Djamel é um distrito localizado na província de Skikda, Argélia. Sua capital é a cidade de mesmo nome. A população total do distrito era de 32 120 habitantes, em 1998.[carece de fontes?]

## Comunas
O distrito está dividido em duas comunas:
- Ramdane Djamel
- Beni Bechir